# Organisationstheorie
Organisationstheorien haben den Zweck, Organisationen, ihr Entstehen, ihr Bestehen und ihre Funktionsweise zu erklären.
Der Begriff „Organisation“ steht dabei sowohl für den Prozess des Organisierens als auch für die funktionale Entität. Es existiert eine Vielzahl von Organisationstheorien. Allen Ansätzen ist ihr Objektbereich – die Organisationen – gleich, während sie jeweils bestimmte Aspekte untersuchen. Die Theorien spielen in unterschiedlichen Disziplinen wie der Organisationssoziologie, der Organisationspsychologie, der Betriebswirtschaftslehre und der Verwaltungswissenschaft eine Rolle. Im Kontext von Organisationstheorien spricht man hier auch von Organisationswissenschaft; Organizational Behavior stellt ein besonderes, interdisziplinäres Fachgebiet dar. Sie alle stehen letztlich unter dem von Eberhard Witte aufgestellten Grundsatz: „Ein organisierter Arbeitsablauf ist effizienter als ein unorganisierter Arbeitsablauf“.

## Max Webers Bürokratieansatz
Max Weber stellte Ende des 19. Jahrhunderts die Bürokratie in Zusammenhang mit dem „Prozess der Rationalisierung, d. h. mit der sich im Laufe der Geschichte steigernden Fähigkeit des Menschen, sich mit der natürlichen und sozialen Umwelt geistig auseinanderzusetzen und gestaltend in sie einzugreifen“.
Die Rationalisierung geschah nach Webers Ansicht auf drei Ebenen:
- auf der Ebene der „praktischen Lebensführung“
- auf der Ebene der „Weltbilder und Glaubenssysteme“
- auf der Ebene der „Institutionen“.

Webers Überlegungen begannen auf der Ebene der Weltbilder und Glaubenssysteme. Hier sah er ein magisches Weltbild vorliegen, welches es seiner Ansicht nach zu entzaubern galt. Dieses Weltbild verhindere, dass der Mensch die Weltbeherrschung übernehmen konnte, da bei jeder Arbeit stets mit der Verärgerung eines Gottes gerechnet werden musste. Im Laufe der Geschichte konnte das calvinistische Weltbild Gott und die Welt trennen, wodurch die Welt „restlos entzaubert“ war.
Nach Webers Ansicht geht diese Entzauberung der Weltbilder mit einer Rationalisierung der Institutionen einher. Hier entwickelte er drei Idealtypen der Herrschaft, die eine jeweils unterschiedlich stark ausgeprägte Rationalität besitzen:
- „charismatische Herrschaft“ (basiert z. B. auf Heldenkraft)
- „traditionale Herrschaft“ (basiert auf Traditionen)
- „legale Herrschaft“ (basiert auf Legitimität).

Lediglich die legale Herrschaft ist laut Weber rational, die beiden anderen Typen sieht er als vorrationale Formen an. Die Rationalität der legalen Herrschaft basiert laut Weber auf der „Sachlichkeit, Unpersönlichkeit und Berechenbarkeit.“ Schließlich sieht Weber die Bürokratie als reinste Form der legalen Herrschaft an. Die Bürokratie zeichnet sich durch personenunabhängige Arbeitsteilung, Amtshierarchie, Amtsführung sowie eine Aufgabenerfüllung aus, welche auf Schriftstücken basiert. Problematisch ist allerdings, dass die hohe Rationalität der Bürokratie die praktische Lebensführung des Einzelnen stark einschränkt und diese ebenfalls rationalisiert. Darunter wird konkret verstanden, dass „die Lebensführung methodisch und konsistent nach eigenen Wertorientierungen – nach freiem Ermessen – zu gestalten (ist)“.
Um dieses Dilemma, welches sowohl die in der Bürokratie Tätigen, als auch Außenstehende, wie z. B. Bürger, betrifft zu lösen schlägt Weber vor, die Bürokratie von einer charismatischen Spitze und Industrieunternehmen von eigenverantwortlichen Unternehmern führen zu lassen.
Insgesamt wird der Ansatz Webers im wissenschaftlichen Diskurs positiv bewertet, z. B. von Jürgen Habermas. Außerhalb der Wissenschaft besteht ebenfalls eine hohe Akzeptanz, da eine Nachvollziehbarkeit aus der Alltagserfahrung heraus besteht. Kritisch wird allerdings diskutiert, dass es entgegen Webers Annahmen dazu kam, dass mit der Entwicklung der Bürokratie die Individualität und die Kreativität zugenommen habe. Als Beleg können bspw. die Wissenschaft und die Kunst herangezogen werden, die trotz bürokratischer Verwaltung neue Stile kreieren oder konkurrierende Theorien entwickeln.

## Scientific Management und Taylorismus
Der Taylorismus, ein auf Frederick Winslow Taylor zurückgehender Ansatz, verwissenschaftliche die einfache Managementlehre. Taylor identifizierte nicht nur bewährte Praxismethoden in Organisationen, sondern formte diese auch in konkrete, optimierende Anwendungsregeln um. Dabei nutzte Taylor das Experiment als genaues methodisches Prinzip, um allgemeine Organisationsprinzipien ableiten zu können und diese zu optimieren. Da die beobachteten Arbeitsabläufe zu zuverlässigen Ergebnissen führen sollten, erhöhte Taylor den Lohn der beobachteten Arbeiter.
Taylor identifizierte vor allem durch seine Zeit- und Bewegungsstudien, bei denen er die Bewegungsabläufe und Arbeitsleistungen bei veränderten Bedingungen genauestens beobachtete, vier allgemeine Organisationsprinzipien:
Das erste ist die Trennung von Hand und Kopfarbeit und verfolgt das Ziel, „wissenschaftliche Werte an die Stelle von Faustregeln zu setzen“. Dieses Prinzip fordert die Trennung von ausführender und vorschreibender Arbeit. Das zweite Prinzip ist eng mit dem ersten verbunden und betrifft Pensum und Bonus bei der Arbeit. Taylor vertrat die Ansicht, dass die Arbeiter durch materielle Anreize wie Bonus- oder Prämienzahlungen für die Erledigung eines bestimmten Pensums zu motivieren sind. Dabei stellte Taylor fest, dass die Meister mit der Berechnung der Höhe von Prämie und Arbeitspensum überfordert waren. Daher empfahl er die Einrichtung eines Arbeitsbüros und die Einführung eines Funktions- oder Tätigkeitssystem, bei dem jeder Meister eine bestimmte Kontrollaufgabe übernimmt. Das dritte Prinzip betrifft die Auslese und Anpassung der Arbeiter. Taylor wollte einen „erstklassigen Arbeiterstamm“ bei dem jeder Arbeiter entsprechend seiner Fähigkeiten eingesetzt wird. Das vierte Prinzip widmet sich schließlich der Versöhnung zwischen Arbeitern und Management durch die Herrschaft von Experten. und dem Ziel durch erhöhte Effizienz sowohl die Löhne des Managements als auch die der Arbeiter zu erhöhen.
Die Kritik an Taylors Ansatz rührt stark an der Wissenschaftlichkeit. So formuliert Kieser: „‚Wissenschaftliche Betriebsführung‘ ist eine Wissenschaft ohne Theorie.“, und betont weiter, das Experiment sei ein Hilfsmittel zur Theorieüberprüfung und nicht zur Theoriebildung. Ebenso hat Taylor keinerlei für sozialwissenschaftliche Experimente geltende Kriterien eingehalten. Auch hat Taylor seine Hypothesen hinsichtlich seines negativen Menschenbildes nicht überprüft, sondern als gegeben gesehen. Außerdem wird Taylor vorgeworfen, seine Daten manipuliert zu haben und betont, dass eine genaue Überprüfung einer von seinem Ansatz ausgehenden Effizienzsteigerung nicht möglich sei. Kieser führt weiter aus, dass die Wirksamkeit des Taylorismus, welche sich insbesondere im von Taylor inspirierten Fordismus zeigt, nicht deshalb erzeugt wurde, weil eine adäquate Theorie zugrunde lag, sondern weil „seine Anwendung tatsächlich die Kontrolle des Managements über die Arbeiter ausbaute und damit zur Disziplinierung der Arbeiter wesentlich beitrug“. Weitere Aspekte kritischer Diskussion sind die Reduzierung des Menschen auf die Verübung einer einzigen zweckgerichteten monotonen Tätigkeit, die gesundheitlichen Konsequenzen, und die Dequalifizierung der Arbeiter.

## Managementlehre
Die Managementlehre wird als Lehre der „Guten Praxis“ verstanden. Also als Lehre, die auf bewährte Methoden im Organisationsalltag, also auf Organisationsprinzipien, zurückgreift. Solche Organisationsprinzipien haben in der Praxis den Vorteil, dass sie Komplexität der Arbeitsgestaltung vermindern.
Versuche, die beste Praxis in Leitfäden und Handbüchern zusammenzufassen, gibt es schon seit vier Jahrtausenden. So finden sich beispielsweise aus Zeiten des Pyramidenbaus im alten Ägypten Empfehlungen, wie mit unzufriedenen Arbeitern umzugehen sei oder im chinesischen Reich der Choudynasty ein Handbuch zur Verwaltung des Reiches. Häufig betreffen die aus der Praxis abgeleiteten Regeln die Arbeitsteilung. Schon Platon verwies auf diese. Im Mittelalter waren dann Klöster für die Formulierung von Organisationsregeln zentral.
Im Merkantilismus setzte sich die Einsicht durch, dass „der „Volkswohlstand“ durch Eingriffe in die Wirtschaft, durch die Gründung von Arbeitshäusern und Manufakturen etwa, gesteigert werden könne“. Weiter spezifiziert wurden die Vorteile der Arbeitsteilung dann u. a. von Adam Smith, der die Produktion von Stecknadeln untersuchte. Wenig später stellte Ure Regeln zur Organisation der Arbeit und Stellenbesetzung auf und verwies hierbei explizit auf die Vorteile der mechanischen Wissenschaft als Substitut für die „Unzuverlässigkeit der menschlichen Natur“ Babbage machte deutlich, dass man durch die Arbeitsteilung effizienter wirtschaftet, wenn nur noch die direkt für die Tätigkeit benötigten Qualifikationen vom Unternehmen gekauft werden (Babbage-Prinzip). Neben der Arbeitsteilung sind ein weiteres früh erkanntes Effizienzkriterium der Managementlehre die „Anleitungen für umfassende und zweckmäßige Formalisierung“ und die u. a. von Fayol geforderte Einheit der Auftragserteilung.
Kritisiert werden an der einfachen Managementlehre vor allem vier Aspekte. Der erste beschäftigt sich mit der fehlenden Spezifizierung der Bedingungen für die Gültigkeit von Organisationsprinzipien. So lässt sich keine allgemeingültige Aussage über optimale Leitungsspannen, noch über die Einheit der Auftragserteilung herleiten. Der zweite Aspekt kritisiert die Wertgeladenheit. So wird argumentiert, dass „Organisationsprinzipien und die hinter ihnen stehenden Ideologien“ sich selbst bestätigen. D. h., es werden Rahmenbedingungen für das Gelingen der gewählten Organisationsprinzipien geschaffen, die für deren Erfolg sorgen. Außerdem fehle es an Begründungen dafür, warum das ausgewählte Prinzip das Beste sein solle. Der dritte Aspekt thematisiert die Vergangenheitsorientierung von Organisationsprinzipien und die damit verbundene konservative Wirkung, welche daraus resultiert, dass sich in der Vergangenheit gezeigt hat, welche Prinzipien sich bei vergangenen Problemen als die besten, bzw. bewährtesten bewiesen haben. Der vierte kritisierende Aspekt zielt auf Modewellen. So werde zwar über Organisationsmoden geredet und das Reden über die Organisation als solche verändert, aber die Strukturen und Abläufe blieben die gleichen.

## Human-Relations-Ansatz
Der Ursprung der Human-Relations-Bewegung sind die Hawthorne-Experimente, in denen die Wirkungen der Arbeitsbedingungen auf die Arbeitsleistung untersucht wurden. Die Kernaussage dieses Ansatzes ist, dass der Mensch ein soziales Wesen ist und nach eigenen Gesetzen funktioniert. Daraus folgt, dass eine positive Einstellung gegenüber der Arbeit bei den Mitgliedern der Organisation und den Vorgesetzten zu einer hohen Zufriedenheit führt. Diese Zufriedenheit bewirkt wiederum eine hohe Arbeitsleistung.
Die Organisationsentwicklung (OE) gründet auf Erkenntnissen aus der gruppendynamischen Laboratoriumsmethode (NTL-Institut) und dem Survey-Feedback. „Die Betroffenen zu Beteiligten Machen“ ist ein Kernkonzept der OE und hat auch in vielen anderen Methoden Eingang gefunden. Gemeinsame Lernprozesse werden initiiert und methodisch begleitet. Durch „geplanten sozialen Wandel“ werden die Fähigkeiten aller Beteiligten und der Organisation als Ganzes für Entwicklung und Veränderung genutzt. Dabei werden die Gesetzmäßigkeiten sozialer Gemeinschaften genutzt und (wie beim Human-Relations-Ansatz) die Interessen der Mitarbeiter berücksichtigt. OE wird in großen Firmen, in Verwaltungen, Kirchen, sozialen Einrichtungen und der Armee eingesetzt.
Im Anschluss an die Human-Relations-Bewegung entwickelte sich mit der Motivationstheorie eine Forschungsrichtung, die das menschliche Verhalten zum Gegenstand hat. Es wird hauptsächlich der Zusammenhang zwischen Motivation bzw. Frustration, Zufriedenheit und Leistung untersucht.
Als Vertreter sind vor allem Abraham Maslow, Douglas McGregor und Frederick Herzberg zu nennen. Maslow entwickelte die Bedürfnispyramide und klassifizierte die handlungsbestimmenden Motive des Menschen in ein Fünf-Stufen-Schema. Douglas McGregor ging mit seiner X-Y-Theorie davon aus, dass jede Führungsentscheidung durch ein bestimmtes Menschenbild geprägt wird. Die Kernaussage der Zweifaktoren-Theorie von Frederick Herzberg besagt hingegen, dass der Arbeitsinhalt, also die Hygienefaktoren und die Motivatoren, die Motivation maßgeblich bestimmen.

## Verhaltenswissenschaftliche Entscheidungstheorie
Die verhaltenswissenschaftliche Entscheidungstheorie betrachtet Organisationen in erster Linie über die Werte und Wahrnehmungen der Mitglieder, ihr unvollständiges Wissen und ihre Entscheidungen. Einer der frühen Theoretiker des Ansatzes ist Herbert A. Simon, der schon 1945 auf die begrenzte Rationalität organisatorischer Entscheidungen hinwies. Demnach sind Individuen nur begrenzt in der Lage, Informationen zu verarbeiten und relevante Entscheidungsalternativen wahrzunehmen. In der Folge sind Entscheidungssituationen von Komplexität und Unsicherheit geprägt. Zur Erleichterung individueller Entscheidungen entwickeln sich in Organisationen gemäß der Theorie Strukturen wie Arbeitsteilung, Standardisierung und hierarchische Strukturen. Die Theorie betrachtet vor diesem Hintergrund Fragestellungen der Mitgliedschaft in Organisationen und des organisationalen Lernens.

## Situative Ansätze
In dem auch als Kontingenztheorie bezeichneten situativen Ansatz wird der Fokus auf die formale Struktur einer Organisation gelegt, um ihre Effizienz im Hinblick auf ihre Organisationsziele zu erklären. Dabei wird nicht von einem universell gültigen Modell einer Organisationsstruktur ausgegangen, durch dessen Anwendung möglichst hohe Effizienz erreicht werden kann, sondern die Organisationsstruktur wird in Abhängigkeit zur Situation der Organisation betrachtet, an die sie sich jeweils anpasst. Eine zu Grunde liegende Annahme dabei ist, dass sich die Organisationsstruktur direkt auf das Verhalten der Organisationsmitglieder auswirkt. Diese Forschungsperspektive ergab sich nicht zuletzt im Anschluss an die Beobachtung einer Vielzahl von unterschiedlichen Organisationsstrukturen, deren Abweichungen von einem idealen Modell keine Verluste hinsichtlich ihrer Effizienz mit sich brachten. Das Anliegen des Situativen Ansatzes soll mit Hilfe eines Forschungsprogramms erfüllt werden, wozu zunächst vier Vorarbeiten notwendig sind:
I. Die formale Organisationsstruktur muss als abhängige Variable operationalisiert, also spezifiziert und messbar gemacht werden. Dies wird klassischerweise anhand von fünf Dimensionen gemacht, die von Max Webers Bürokratiekonzept abgeleitet sind: 1. Arbeitsteilung 2. Standardisierung 3. Zentralisierung 4. Formalisierung 5. Konfiguration
II. Die Situation der Organisation muss als unabhängige Variable operationalisiert werden. Dies erfolgt ohne theoretische Ableitung. Unterschieden wird dabei zwischen einer internen Situation und einer externen Situation. Dimensionen, mit denen Erstere beschrieben werden kann, sind zum Beispiel die Größe und das Alter der Organisation, sowie Verfahrensabläufe und Fertigungstechniken. Die externe Situation kann nochmal in eine aufgabenspezifische Umwelt, zu der zum Beispiel die Konkurrenzverhältnisse zählen und eine globale Umwelt, zu der gesellschaftliche und kulturelle Bedingungen zählen, unterteilt werden. Zuletzt muss die auch das Verhalten der Mitglieder und die Effizienz der Organisation operationalisiert werden. Angenommen wird dabei eine Steuerung des Verhaltens der Mitglieder über die Organisationsstruktur, welches sich je nach situativer Angepasstheit der Organisation als effizient oder ineffizient gestaltet. Aufgrund der Problematik solche Zusammenhänge empirisch zu fassen, wurde dieser Aspekt in Studien kaum berücksichtigt.
III. Der Situative Ansatz verfügt über keine Theorie aus der Hypothesen zur empirischen Überprüfung abgeleitet werden. Da es sich im Wesentlichen um ein Forschungsprogramm handelt, dessen Ergebnisse mittels Ad-hoc-Annahmen erklärt werden, müssen Forschungsdesigns und Methoden entwickelt werden, mit denen Form, Richtung und Stärke eines Zusammenhangs zwischen der formalen Struktur und der Situation der Organisation, in Hinblick auf ihre Effizienz gemessen werden kann. Die Forschungsarbeiten bedienten sich dabei in der Regel großer Mengen an Daten, die durch Regressions- oder Pfadanalysen verarbeitet wurden.
Wichtige Vertreter zur Ausarbeitung Ansatzes waren eine Forschergruppe an der University of Chicago um Peter Blau und die Aston-Gruppe um Derek S. Pugh in Birmingham.
Im Situativen Ansatz wird der formalen Organisationsstruktur eine zentrale Bedeutung beigemessen während Entscheidungsprozesse nicht berücksichtigt werden, wodurch er sich von der Verhaltenswissenschaftlichen Entscheidungstheorie abgrenzt. Durch ein Ausblenden der Akteursperspektive unterscheidet sich der Ansatz zudem stark von Institutionenökonomischen und Human-Relation Ansätzen. Anschlussmöglichkeiten lassen sich zu Neoinstitutionalischen Ansätzen finden, in denen die formale Organisationsstruktur ebenfalls an zentraler Stelle steht und das Verhältnis von Organisationen zu ihrer Umwelt beleuchtet wird.
Eine Liste der Kritikpunkte am Situativen Ansatz ist lang. Neben methodischen Mängeln und der Theorielosigkeit des Ansatzes, wird dabei unter anderem kritisiert, dass die Annahme eines deterministischen Einfluss der Situation auf die Organisationsstruktur nicht haltbar ist, dass keine Erklärung der Anpassung der Organisationsstruktur erfolgt, dass Herrschaft nicht berücksichtigt wird oder dass eine angemessene Berücksichtigung der Handlungen und Intentionen der Organisationsmitglieder ausbleibt.

## Neoinstitutionalistische Ansätze
Aus Sicht der neoinstitutionalistischen Organisationstheorie wird die Übernahme von Elementen formaler Organisationsstrukturen durch institutionalisierte Erwartungen der Umwelt beeinflusst. Somit dienen formale Organisationsstrukturen in erster Linie nicht der Erfüllung funktionaler Anforderungen (wie bspw. der effizienten Erledigung von Aufgaben), sondern vor allem dem Zuschreiben von Legitimität durch die Umwelt. Wenn einer Organisation Legitimität zugesprochen wird, kann überhaupt erst der Zugang zu Ressourcen und somit das Überleben der Organisation sichergestellt werden.
Zentrale Begriffe des Ansatzes sind „Institutionalisierung“ und „Institution“. Institutionalisierung beschreibt sowohl einen Prozess als auch einen Zustand. Als theoretische Fundierung greifen Vertreter der neoinstitutionalistischen Organisationstheorie dabei häufig auf die durch Peter Berger und Thomas Luckmann geprägte Strömung der Wissenssoziologie zurück, der nach Wirklichkeit sozial konstruiert und durch Erfahrungen des Alltags bestimmt wird. Die Institutionalisierung als Prozess ist die Konstruktion einer solchen Wirklichkeit, während Institutionalisierung als Zustand vielmehr den Grad der Etablierung der Wirklichkeit innerhalb der Gesellschaft ist. Im Kontext der neoinstitutionalistischen Organisationstheorie meinen Institutionen „institutionalisierte Elemente der formalen Struktur von Organisationen und Managementpraktiken, die eine branchenweite, nationale oder internationale Verbreitung aufweisen.“
Aufgrund der sozialkonstruktivistischen Annahmen geht die Theorie prinzipiell nicht vom Modell des rational-handelnden Akteurs aus, sondern versteht Organisationen primär als durch ihre Umwelt konstruierte Akteure. Somit bestimmen die institutionalisierten Erwartungen der Umwelt maßgeblich, welche Verfahrensweisen, Handlungen und Interessen für bestimmte Organisationstypen geeignet sind. Dabei kann die Institutionalisierung dieser Erwartungen unterschiedliche Grade annehmen. Je stärker der Institutionalisierungsgrad, desto eher werden Organisationen ein bestimmtes Element in ihren Strukturen widerspiegeln. Hinsichtlich der theoretisch unterstellten Fähigkeit von Akteuren, mit der Umwelt zu interagieren, lassen sich zwei Strömungen des Ansatzes unterscheiden: a) einen makroinstitutionalistischen, der primär die Einbettung von Organisationen in ihrer Umwelt betrachtet, und b) einen mikroinstitutionalistischen Ansatz, welcher Akteuren die Fähigkeit zuspricht, selbst Erzeuger von institutionalisierten Elementen zu sein, wodurch sie Prozesse wie institutionellen Wandel auslösen können. Diese Uneinheitlichkeit der Ansätze wird häufig kritisiert, wodurch die neoinstitutionalistische Organisationstheorie auch nicht als ein geschlossenes Theoriegebäude, sondern als ein theoretischer Ansatz verstanden werden kann.
Als wichtige Vertreter der Theorie gelten John W. Meyer, Paul J. DiMaggio und Walter W. Powell.

## Institutionenökonomische Ansätze
Die institutionenökonomischen Theorien der Organisation beschäftigen sich mit der Analyse von Organisationen unter dem Gesichtspunkt von ökonomischen Austauschbeziehungen. Sie sind eine Verbindung von Wirtschafts- und Organisationstheorie und untersuchen das wechselseitige Verhältnis von Institution, Austausch, Kosten und Effizienz. Es lassen sich drei Theorien unterscheiden: Theorie der Verfügungsrechte, Agenturtheorie, Transaktionskostentheorie.
Die Theorie der Verfügungsrechte nimmt die Ausgestaltung und Verteilung von Verfügungsrechten in den Fokus ihrer Institutionenanalyse. Verfügungsrechte regeln, inwiefern ökonomische Akteure über Ressourcen verfügen dürfen, und erläutern institutionalisierte Verhaltensregeln für die Ressourcennutzung (erwartbares Verhalten und Sanktionen). Die Theorie beschäftigt sich mit Erklärungsansätzen zur Genese, Zuweisung und Veränderung von Verfügungsrechten und geht davon aus, dass einzelne Akteure innerhalb des institutionellen Rahmens und der legitimen Verfügung über Ressourcen immer gemäß ihrem eigenen materiellen und immateriellen Nutzen handeln. Dabei ist nach Hauptaussage der Theorie der Nettonutzen dann geringer, wenn der Akteur weniger Verfügungsmacht über die Ressource erhält oder je mehr Transaktionskosten für die Bestimmung, Weitergabe und Durchsetzung von Verfügungsrechten anfallen. Die Struktur der Verfügungsrechte wie auch die Höhe der Transaktionskosten entscheiden über mögliche Nutzen und Risiken, die auf ökonomische Akteure im Rahmen der Ressourcennutzung zukommen. Individuen werden nicht nur als Gewinnmaximierer und Unternehmungen nicht nur als „black boxes“ beschrieben. Es können unterschiedliche Wirkungen von Verfügungsrechtsstrukturen analysiert und beachtet werden. Es handelt sich aber um einen stark vereinfachten Ansatz mit Konzeptualisierungs- und Operationalisierungsproblemen.
Die Agenturtheorie legt den Schwerpunkt auf die Institution des Vertrags und seine Rolle in der Delegationsbeziehung zwischen einem Prinzipal und einem Agenten. Der Prinzipal überträgt dem Agenten Aufgaben und Entscheidungen gegen eine Vergütung. Es wird davon ausgegangen, dass dabei notwendigerweise unterschiedliche Informationen auf beiden Seiten vorliegen und divergierende Interessen den Prinzipal und den Agenten leiten. In der Regel weiß z. B. der Agent besser über seine Befähigung für die Aufgaben, die ihm vom Prinzipal erteilt wurden, Bescheid als der Prinzipal selbst. Diese Beziehungen werden als Vertragsbeziehungen aufgefasst und unter dem Gesichtspunkt analysiert, dass Akteure nach individueller Nutzenmaximierung streben, stabile Präferenzen besitzen, unterschiedliche Risikoneigung aufweisen und über ungleiche Informationen verfügen. Eine Organisation wird dabei als ein Netzwerk von Verträgen aufgefasst. An den Knotenpunkten des Netzwerks bestehen implizite (z. B. auch mündliche) oder explizite (z. B. verschriftlichte) Vertragsbeziehungen zwischen Individuen. Es werden Probleme wie fehlende Informationen des Prinzipals über Ziele (oder verborgene Ziele) des Agenten aufgezeigt und mögliche Lösung wie die Verbesserung von Informationssystemen oder die Einführung von Kontrollsystemen betrachtet. Die Kontrollsysteme verursachen sogenannte Agenturkosten, die auf Seiten des Prinzipals anfallen. Es werden folgende Arten von Agenturkosten definiert: Garantiekosten, Steuerungs- und Kontrollkosten und Residualkosten. Kritisch anzumerken bleibt, dass die Theorie primär Individualbeziehungen zwischen einem Prinzipal und einem Agenten in den Blick nimmt und dabei die Rolle regulativer Dritter ebenso außen vor lässt wie die Beziehungen unter mehreren Agenten. Auch wird die Vertragsverhandlung fokussiert, aber die Phase der Vertragserfüllung ausgespart.
Die Transaktionskostentheorie untersucht die Effizienz von Transaktionen in institutionellen Arrangements, um deren Genese und Organisationsbildung zu erklären. Effizienz bedeutet, möglichst wenig Ressourcen (z. B. Zeit, Geld) für die Transaktion zu investieren. Dabei werden Transaktionskosten von Produktionskosten unterschieden und differenziert in Informationskosten, Verhandlungskosten, Überwachungskosten, Anpassungskosten etc. Die genannten Kostenkategorien unterscheiden sich in Kosten vor Vertragsabschluss (ex ante) und in Kosten die nach Vertragsabschluss (ex post) entstehen. Anders als die Verfügungsrecht- und der Agenturtheorie hebt sich die Transaktionskostentheorie gerade durch die explizite Einbeziehung der ex post Kosten hervor. Auf Grundlage dieser Unterscheidungen werden institutionelle Arrangements verglichen, wobei den Akteuren begrenzte Rationalität, opportunistische Praktiken und Risikoneutralität unterstellt werden. Betrachtet werden außerdem Unsicherheit und Häufigkeit der Transaktionen, Einflussfaktoren wie Anreizintensitäten und Anpassungsfähigkeit, sowie verschiedene Formen der vertraglichen Basis in puncto Dauer und Spezifikation, die sich auf die Kosten der Etablierung und Nutzung institutioneller Arrangements auswirken. Die Transaktionskostentheorie erweitert die Organisationsforschung um eine ökonomische Begründung der Organisationsbildung und der wirtschaftlichen Vorteile institutioneller Arrangements. Dabei ergeben sich jedoch Schwierigkeiten der Theoriebildung sowie Operationalisierungs- und Messungsprobleme. Es fehlt außerdem ein analytisches Instrument zur Bewältigung der Komplexität der Verschränkung verschiedener Transaktionen und Institutionen.

## Strukturationstheoretischer Ansatz
Das Erkenntnisinteresse der Strukturationstheorie nach Anthony Giddens ist die Vermittlung zwischen objektivistischen und subjektivistischen Positionen. Das so entstehende theoretische Konstrukt, das auf der wechselseitigen Voraussetzung von Handlung und Struktur basiert, erklärt die Reproduktion sozialer Praktiken. Die Kernsätze der Strukturationstheorie, anhand derer sich auch der Neologismus Strukturation. ableiten lässt, lauten:
1. „Die sozialen Akteure produzieren und reproduzieren durch ihre Handlungen die Bedingungen (Struktur), die ihr Handeln ermöglichen, und
2. Strukturen sind sowohl das Medium als auch das Ergebnis sozialen Handelns.“[39]

Das zentrale Konzept der Strukturationstheorie stellt daher die Dualität von Struktur dar. Die wechselseitige Beziehung von Handlung und Struktur macht zudem deutlich, dass die Theorie auf einer prozessualen Perspektive basiert.
Handelnde Akteure sind mit praktischem Wissen um vorhandene Strukturen ausgestattet. Dieses Wissen ist entweder handlungspraktisch (hier ist dem Handelnden die Struktur nur als Erinnerungsspur bewusst) oder diskursiv (der Handelnde kann die Struktur genau benennen). Handlungspraktisches Wissen kann durch Information zu diskursivem Wissen werden.
Darüber hinaus sind Akteure mit Intentionalität und Reflexionsmächtigkeit bezüglich ihres Handelns ausgestattet. Handlungen können nach Giddens nicht isoliert betrachtet werden und beziehen ihr Umfeld immer routinemäßig mit ein.
Vom Akteur unerkannte Handlungsbedingungen beeinflussen sein Handeln. Diese Bedingungen stehen in Wechselwirkung mit nicht intendierten Handlungsfolgen, den Strukturen. Strukturen sind somit sowohl Bedingung als auch Ergebnis von Handlungen. Das begrenzte menschliche Bewusstsein für diese Bedingungen und Folgen begründet nach Giddens die Existenzberechtigung der Sozialwissenschaften, denn ihre Aufgabe ist es durch methodisches Vorgehen Wissen zu generieren, das über jenes der Laienakteure hinausgeht, denen Strukturen nur im Dunklen bewusst sind.
Als Orientierungshilfe für die Methodik der Strukturationstheorie dient das Klassifikationsschema der Strukturdimensionen. Hiernach sind Signifikation (verstanden als Konstitution von Sinn) und Legitimation (verstanden als Rechte und Verpflichtungen) Strukturdimensionen, die als Regeln bezeichnet werden. Sie manifestieren sich in der Interaktion als Kommunikation und Sanktion. Die Strukturdimension der Herrschaft bezeichnet Giddens als Ressource, welche durch die Handlungen der Akteure die Struktur der Macht erzeugt. Die so kontinuierlich reproduzierten Beziehungen zwischen Akteuren oder Kollektiven, die sich in kontextgebundenen sozialen Praktiken manifestieren, bezeichnet Giddens als soziales System.
Handlung und Struktur sind nur analytisch voneinander zu trennen und werden in der Strukturationstheorie mit der Analyse des strategisch-intentionalen Verhaltens und der institutionellen Analyse untersucht, welche ebenso in Wechselwirkung stehen wie ihre Untersuchungsgegenstände. Hier führt die theoretische Vermittlung von Handlung und Struktur zur methodischen Vereinigung von Verstehen und Erklären.
Die Strukturationstheorie nach Anthony Giddens grenzt sich somit klar von rein objektivistischen (Strukturalismus, Funktionalismus, Situativer Ansatz) und auch von subjektivistischen (interpretative Ansätze, Hermeneutik, Organisationskulturansatz) Ansätzen ab, indem dem Handelnden eine aktive Rolle eingeräumt und die eingrenzende Wirkung von Strukturen beachtet wird.
Dieser Aspekt ist auch der Ausgangspunkt für eine Kritik an der Strukturationstheorie. Um beiden Seiten der Argumentation gerecht zu werden, bleiben Begriffseingrenzungen bei Giddens unklar. Der Einbezug der Rationalität der Akteure ohne der Abwägung ihrer Folgen kann als objektivistische Ausrichtung gedeutet werden, der sich Giddens eigentlich zu entziehen versucht. Zudem bleiben zentrale Fragen unbeantwortet, die durch die Argumentation Giddens entstehen. Folgenschwer ist weiterhin, dass der Autor zentrale Begrifflichkeiten (wie bspw. Rationalisierung des Handelns) unterschiedlich definiert und das Konzept der Dualität von Struktur dadurch ausgehebelt zu sein scheint.

## Soziotechnischer Ansatz
Das Konzept soziotechnischer Systeme wurde Anfang der 1950er Jahre durch Eric Lansdown Trist begründet. Sein Anliegen war es, die Arbeit menschlicher zu gestalten und gleichzeitig die Leistung zu steigern. Der soziotechnische Ansatz betrachtet Organisationen als offene Systeme, deren Hauptaufgabe die Transformation von Input in Output darstellt. Mensch, Arbeit, Organisation und Technik werden dabei grundsätzlich als gleichwertig angesehen. Das Maschinenmodell der Organisation von James D. Thompson geht davon aus, dass die Input-Output-Transformationen in relativ stabilen technischen Kernen erfolgen, die von einem Kranz von Dienstleistungen umgeben sind, mit denen die Unsicherheit reduziert wird – z. B. durch Selektion und Filterung der Inputs.
Das Soziosystemische Modell wurde durch Russell Ackoff entwickelt. Es betrachtet die Organisation als ein soziales System, dessen Teile ihre eigenen Zwecke verfolgen. Auch das System als Ganzes hat das Ziel, sich selbst, seine Teile und oft auch das übergeordnete System weiterzuentwickeln. Ackoff nennt fünf Eigenschaften, die eine soziosystemische Organisation erfüllen muss:
1. Sie muss demokratisch sein.
2. Sie muss einen Mechanismus zum internen Austausch von Dienstleistungen implementieren (interner Markt).
3. Sie braucht eine mehrdimensionale Struktur.
4. Sie muss einen Prozess der Interaktiven Planung implementieren, um sich selbst kontinuierlich zu gestalten.
5. Sie benötigt ein Entscheidungsfindungssystem, das diese kontinuierliche Gestaltung unterstützt.

## Systemtheoretische Ansätze
Die Systemtheorie geht auf den österreichischen Biologen Ludwig von Bertalanffy (1901–1972) zurück. Diese Theorie dient zur Erklärung von Prozessen des Wachstums, der Anpassung und der Selbstregulation. Die Kybernetik als Wissenschaft von der Steuerung und Regelung von Systemen wurde hingegen vom Amerikaner Norbert Wiener (1894–1964) begründet.
Beiden übergreifenden Wissenschaften liegen Denkweisen zugrunde, die oft als ganzheitliches Denken bzw. Lenkung von Systemen charakterisiert werden. Kernaussage ist, dass soziale Systeme über die Fähigkeit zur Selbstorganisation verfügen und hierbei Verhaltensregeln weiterentwickeln. Demnach entstehen nach der Systemtheorie und Kybernetik Strukturen von selbst.
Ein soziologischer Systembegriff wurde erstmals von Talcott Parsons formuliert. Eine darauf aufbauende soziologische Systemtheorie wurde dann in den 1980er Jahren von Niklas Luhmann formuliert.
Organisationen sind für Luhmann soziale Systeme, die aus der Kommunikation von Entscheidungen bestehen. Ihre Struktur setzt sich aus entschiedenen Entscheidungsprämissen (Entscheidungsprogrammen, Kommunikationswegen und Personaleinsatz) und nicht entschiedenen Entscheidungsprämissen (Organisationskultur, bestehend aus informeller Kommunikation, Einstellungen und Werten) zusammen. Luhmann verortet Organisationen im Zentrum der verschiedenen gesellschaftlichen Teilsysteme und schreibt ihnen die Funktion der Respezifizierung der zunächst weit gefassten vom Teilsystem zu lösenden Probleme zu. Somit steigern Organisationen durch Reduktion von Komplexität die Problemlösungskapazität funktional differenzierter Gesellschaften. Die im Rahmen eines Teilsystems operierenden Organisationen haben die problemorientierten Codes und Programme ihres Funktionssystems in ihre Entscheidungsprämissen aufgenommen und ermöglichen durch Konditionierung und Abschottung ihrer Mitglieder deren systematischerere und wirksamere Anwendung. Die zur Umwelt des Systems gehörenden Mitglieder haben durch den Beitritt nicht nur die Regeln akzeptiert, sondern auch ein Pauschaleinverständnis für zukünftige Entscheidungen der Organisation erteilt. Ihre Motivation wird dabei in modernen Organisationen nicht mehr durch eine Identität von Organisationszweck und Individualzweck, sondern durch funktionale Äquivalente (vor allem Geld) gesichert.
Da Luhmann mit dem Anspruch einer alles erklärenden Großtheorie auftritt, grenzt er sich automatisch von allen anderen Großtheorien ab. Besondere Differenzen ergeben sich zu akteurszentrierten Theorieansätzen (z. B. der Rollentheorie und der Akteur-Netzwerk-Theorie).
Der „Kontingenz“-Begriff in der Systemtheorie („Unterdeterminiertheit“) ist zudem ungleich dem des situativen Ansatzes („Determiniertheit“). Bei Luhmann bedingt die Umwelt nicht die Reaktionen von Organisationen.
Luhmann fokussiert jedoch einseitig auf (system-)funktionale Gesichtspunkte und verstellt sich damit den Blick auf das moralisch indifferente Funktionieren um des Funktionierens willens als Signum der Moderne. Die Ausblendung der Akteure und die Negierung der Möglichkeit gezielter Steuerung erschweren die Anwendung des luhmannschen Organisationsbegriffs in betriebswirtschaftlichen Kontexten.

## Population Ecology-Ansatz
Das zentrale Ziel des Population-Ansatzes ist es, den sozialen Wandel von Organisationen zu erklären. Dabei bedient sich der Population-Ansatz bei der Evolutionstheorie der Biologie und versucht mit den zentralen Begriffen der biologischen Evolutionstheorie den sozialen Wandel von Organisationen zu erklären. So wird bei der Analyse des Wandels von Organisationen nicht bei einzelnen Organisationen angesetzt, sondern Populationen von Organisationen stehen im Vordergrund der Analyse. Organisationen einer gemeinsamen Population weisen dieselbe Grundstruktur auf. Alltagssprachlich könnte man anstatt von Populationen auch von Branchen sprechen, denen sich Organisationen zuordnen lassen. Veränderungen innerhalb einer Population von Organisationen werden durch Variationen ausgelöst. Variationen innerhalb einer Population treten u. a. bei Neugründungen von Organisationen auf, da neugegründete Organisationen sich an erfolgreichen bestehenden Organisationen orientieren. Diese Imitation gelingt jedoch nicht eins- zu- eins, sodass Variationen innerhalb einer Population auftreten. Der technologische Wandel spielt dagegen für die Entstehung neuer Organisationsformen eine wichtige Rolle. So ist z. B. ein großer Zusammenhang zwischen der Erfindung des Verbrennungsmotors und der Entstehung der Automobilindustrie zu sehen. Auch der Begriff der Selektion findet im Population-Ansatz Verwendung. Mit Selektion ist der „struggle of existence“ zwischen Organisationen gemeint. Organisationen, die nicht in der Lage sind, sich an eine verändernde Umwelt anzupassen, verschwinden aus der Population, sodass diese mit der Zeit immer homogener wird. Zudem ist es notwendig, dass die erfolgreichen Organisationsmodelle, die den Prozess der Selektion überstanden haben, bewahrt werden (Retention).
Da der Populations-Ansatz bei der Analyse des sozialen Wandels von Organisationen die Bedeutung der Umwelt bzw. die Umweltbedingungen einer Population von Organisationen hervorhebt, sind Ähnlichkeiten zum Kontingenz-Ansatz der Organisationstheorie festzustellen. Der Unterschied zum Kontingenz-Ansatz ist aber darin zu sehen, dass nicht die strukturelle Anpassung einer Organisation an die Umwelt analysiert wird, sondern dass die Analyse auf der Ebene von Populationen von Organisationen liegt.
Der Population-Ansatz lässt sich dagegen eher als eine Fortentwicklung der Theorie offener Systeme verstehen, welche ebenfalls die Austauschverhältnisse zwischen System und Umwelt beobachtet
Am Population-Ansatz wird folgende Kritik geäußert:
- Dem Population-Ansatz wird verdeckter Biologismus vorgeworfen.
- Die organisationalen Evolutionsmechanismen (Variation, Selektion etc.) unterliegen selbst einem Evolutionsprozess, was der Population-Ansatz nicht berücksichtigt.
- Beim Wandel von Organisationen wird die Bedeutung der Umwelt zu stark hervorgehoben und die Bedeutung des Individuums respektive des Managements der Organisation vernachlässigt.
- Kritik besteht auch in der Annahme, dass die Neugründung von Organisationen als dominierender Variationsmechanismus angenommen wird. Dasselbe trifft für die Selektion als Eliminierungsmechanismus von Organisationen zu.
- Zudem wird die Definition der Population kritisiert. So lassen sich nicht alle Organisationen eindeutig einer Population zuordnen.
- Auch das methodische Vorgehen wird kritisiert. Demnach muss bei der Analyse einer Population eine Unmenge an empirischen Daten verarbeitet werden.